# ويتيري
في الأساطير الماورية، ويتيري Whaitiri هي إلهة أنثى، تجسيد للرعد، وجدة توهاكي وكاريهي. وويتيري هي حفيدة تي أويرا، وكلاهما تجسيد أو يرمزان للبرق (ريد 1963: 158). وفي الأساطير الماورية، هناك أيضًا إله للرعد ذكر، وهو توحيريما.